# رازا مراد
رازا مراد هو ممثل هندي (وحمل سابقاً جنسية الراج البريطاني)، ولد في 2 يوليو 1946 في الهند.

## أعمال

### أفلام
- (2018) بادمافاتي

## وصلات خارجية
- رازا مراد على موقع IMDb (الإنجليزية)
- رازا مراد على موقع قاعدة بيانات الفيلم (الإنجليزية)